# Есертин ан Донзи
Есертин ан Донзи (фр. Essertines-en-Donzy) насеље је и општина у источној Француској у региону Рона-Алпи, у департману Лоара која припада префектури Монбризон.
По подацима из 2011. године у општини је живело 496 становника, а густина насељености је износила 71,16 становника/km². Општина се простире на површини од 6,97 km². Налази се на средњој надморској висини од 535 метара (максималној 590 m, а минималној 456 m).

## Демографија
| 1962. | 1968. | 1975. | 1982. | 1990. | 1999. | 2011. |
| ----- | ----- | ----- | ----- | ----- | ----- | ----- |
| 480   | 495   | 424   | 419   | 397   | 434   | 496   |

График промене броја становника у току последњих година